# Loi sur l'héritage des enfants
Loi sur l'héritage des enfants ('Barnens arvslag') var en lag om arvsrätt som infördes i Frankrike 25 februari 1790, under franska revolutionen. Lagen var en reform av den gamla arvslagen, som prioriterade den förstfödde sonen, och gav i stället alla barn, oavsett åldersordning och kön, lika arvsrätt efter föräldrarna. 